# Urera kaalae
Urera kaalae är en nässelväxtart som beskrevs av Heinrich Wawra. Urera kaalae ingår i släktet Urera och familjen nässelväxter. IUCN kategoriserar arten globalt som akut hotad. Inga underarter finns listade i Catalogue of Life.